# Море, Лестер
Лестер Море Эннингом (исп. Lester Moré Henninghom; 15 июля 1977, Сьего-де-Авила, Куба) — кубинский футболист, выступавший на позиции нападающего. Лучший бомбардир в истории сборной Кубы с 29 голами.

## Биография
Море более десяти лет, с 1996 по 2007, выступал за клуб из родного города Сьего-де-Авила. С ним он дважды побеждал в чемпионате Кубы: в сезоне 2001/02, внеся решающий вклад — став автором единственного гола в двухматчевом финале против клуба «Гранма», и в усечённом сезоне 2003, в котором стал лучшим бомбардиром с 32 мячами.
За сборную Кубы Море выступал с 1996 по 2007 годы. Он был в составе национальной сборной на Золотых кубках КОНКАКАФ 1998, 2003, 2005 и 2007. Также между 1996 и 2004 годами Море принял участие в 17 матчах отборов к чемпионатам мира. 10 июня 2007 года перед матчем Золотого кубка КОНКАКАФ со сборной Панамы в Ист-Ратерфорде Море покинул расположение кубинской сборной и попросил политического убежища в США.
Оставшись в США, через несколько недель после побега Море вместе с другим сбежавшим игроком сборной Кубы Освальдо Алонсо проходил просмотр в клубе MLS «Чивас США», однако добиться контракта не смог. В 2008 году Море выступал за профессиональный клуб второго дивизиона «Чарлстон Бэттери». Сезон 2009 он провёл в чемпионате Пуэрто-Рико, выступая за местный «Ривер Плейт». В 2010 году он вернулся в Соединённые Штаты, и провёл один матч за любительский клуб четвёртого дивизиона «Лос-Анджелес Азул Леджендс».

## Список голов за сборную Кубы
| №  | Дата            | Место                                             | Соперник                   | Голы | Счёт | Турнир                                       |
| -- | --------------- | ------------------------------------------------- | -------------------------- | ---- | ---- | -------------------------------------------- |
| 1  | 14 мая 1996     | Труман Боддэн, Джорджтаун, Острова Кайман         | Каймановы острова          | 5:0  | 5:0  | Отборочный матч ЧМ-1998                      |
| 2  | 10 июня 1996    | Хейсли Кроуфорд, Порт-оф-Спейн, Тринидад и Тобаго | Республика Гаити           | 6:0  | 6:1  | Отборочный матч ЧМ-1998                      |
| 3  | 7 мая 2000      | Педро Марреро, Гавана, Куба                       | Барбадос                   | 1:1  | 1:1  | Отборочный матч ЧМ-2002                      |
| 4  | 21 мая 2000     | Национальный стадион, Бриджтаун, Барбадос         | Барбадос                   | 1:0  | 1:1  | Отборочный матч ЧМ-2002                      |
| 5  | 27 ноября 2002  | Труман Боддэн, Джорджтаун, Острова Кайман         | Каймановы острова          | 2:0  | 5:0  | Отборочный матч Золотого кубка КОНКАКАФ 2003 |
| 6  | 27 ноября 2002  | Труман Боддэн, Джорджтаун, Острова Кайман         | Каймановы острова          | 3:0  | 5:0  | Отборочный матч Золотого кубка КОНКАКАФ 2003 |
| 7  | 29 ноября 2002  | Труман Боддэн, Джорджтаун, Острова Кайман         | Мартиника                  | 1:0  | 2:1  | Отборочный матч Золотого кубка КОНКАКАФ 2003 |
| 8  | 28 марта 2003   | Марвин Ли, Тунапуна, Тринидад и Тобаго            | Антигуа и Барбуда          | 1:0  | 2:0  | Отборочный матч Золотого кубка КОНКАКАФ 2003 |
| 9  | 28 марта 2003   | Марвин Ли, Тунапуна, Тринидад и Тобаго            | Антигуа и Барбуда          | 2:0  | 2:0  | Отборочный матч Золотого кубка КОНКАКАФ 2003 |
| 10 | 30 марта 2003   | Мэнни Рамджон, Марабелла, Тринидад и Тобаго       | Тринидад и Тобаго          | 2:1  | 3:1  | Отборочный матч Золотого кубка КОНКАКАФ 2003 |
| 11 | 14 июля 2003    | Джиллетт Стэдиум, Фоксборо, США                   | Канада                     | 1:0  | 2:0  | Золотой кубок КОНКАКАФ 2003                  |
| 12 | 14 июля 2003    | Джиллетт Стэдиум, Фоксборо, США                   | Канада                     | 2:0  | 2:0  | Золотой кубок КОНКАКАФ 2003                  |
| -  | 19 января 2004  | Педро Марреро, Гавана, Куба                       | Тринидад и Тобаго (олимп.) | 1:0  | 1:0  | Товарищеский матч                            |
| 13 | 22 февраля 2004 | Труман Боддэн, Джорджтаун, Острова Кайман         | Каймановы острова          | 1:0  | 2:1  | Отборочный матч ЧМ-2006                      |
| 14 | 16 марта 2004   | Педро Марреро, Гавана, Куба                       | Панама                     | 1:1  | 1:1  | Товарищеский матч                            |
| 15 | 18 марта 2004   | Педро Марреро, Гавана, Куба                       | Панама                     | 3:0  | 3:0  | Товарищеский матч                            |
| 16 | 27 марта 2004   | Педро Марреро, Гавана, Куба                       | Каймановы острова          | 1:0  | 3:0  | Отборочный матч ЧМ-2006                      |
| 17 | 27 марта 2004   | Педро Марреро, Гавана, Куба                       | Каймановы острова          | 2:0  | 3:0  | Отборочный матч ЧМ-2006                      |
| 18 | 27 марта 2004   | Педро Марреро, Гавана, Куба                       | Каймановы острова          | 3:0  | 3:0  | Отборочный матч ЧМ-2006                      |
| 19 | 12 июня 2004    | Педро Марреро, Гавана, Куба                       | Коста-Рика                 | 1:1  | 2:2  | Отборочный матч ЧМ-2006                      |
| 20 | 12 июня 2004    | Педро Марреро, Гавана, Куба                       | Коста-Рика                 | 2:2  | 2:2  | Отборочный матч ЧМ-2006                      |
| 21 | 21 декабря 2004 | Онёр де Дийон, Фор-де-Франс, Мартиника            | Мартиника                  | 2:0  | 2:0  | Карибский кубок 2005                         |
| 22 | 20 февраля 2005 | Национальный стадион, Бриджтаун, Барбадос         | Барбадос                   | 1:0  | 3:0  | Карибский кубок 2005                         |
| 23 | 20 февраля 2005 | Национальный стадион, Бриджтаун, Барбадос         | Барбадос                   | 2:0  | 3:0  | Карибский кубок 2005                         |
| 24 | 22 февраля 2005 | Национальный стадион, Бриджтаун, Барбадос         | Тринидад и Тобаго          | 1:1  | 2:1  | Карибский кубок 2005                         |
| 25 | 22 февраля 2005 | Национальный стадион, Бриджтаун, Барбадос         | Тринидад и Тобаго          | 2:1  | 2:1  | Карибский кубок 2005                         |
| 26 | 7 июля 2005     | Куэст Филд, Сиэтл, США                            | США                        | 1:0  | 1:4  | Золотой кубок КОНКАКАФ 2005                  |
| 27 | 8 ноября 2006   | Онёр де Дийон, Фор-де-Франс, Мартиника            | Республика Гаити           | 2:1  | 2:1  | Карибский кубок 2007                         |
| 28 | 16 января 2007  | Мэнни Рамджон, Марабелла, Тринидад и Тобаго       | Сент-Винсент и Гренадины   | 1:0  | 3:0  | Карибский кубок 2007                         |
| 29 | 16 января 2007  | Мэнни Рамджон, Марабелла, Тринидад и Тобаго       | Сент-Винсент и Гренадины   | 2:0  | 3:0  | Карибский кубок 2007                         |

1. 1 2  Мартиника не входит в ФИФА, но её матчи в рамках КОНКАКАФ считаются официальными
2. ↑  Неофициальный матч

## Достижения
Командные
 «Сьего-де-Авила»
- Чемпион Кубы (2): 2001/02, 2003